# Eudocima boseae
Eudocima boseae là một loài bướm đêm trong họ Erebidae.